# Nandina domowa

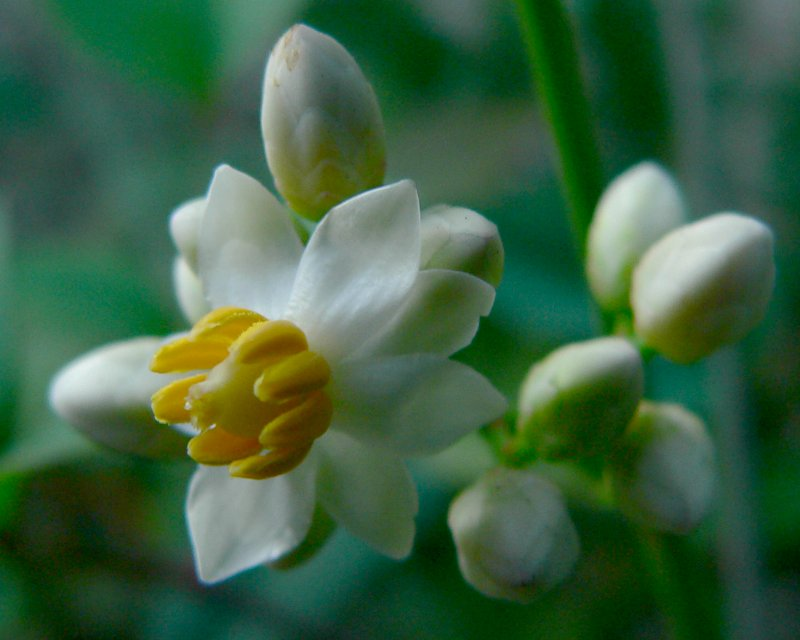
Kwiat

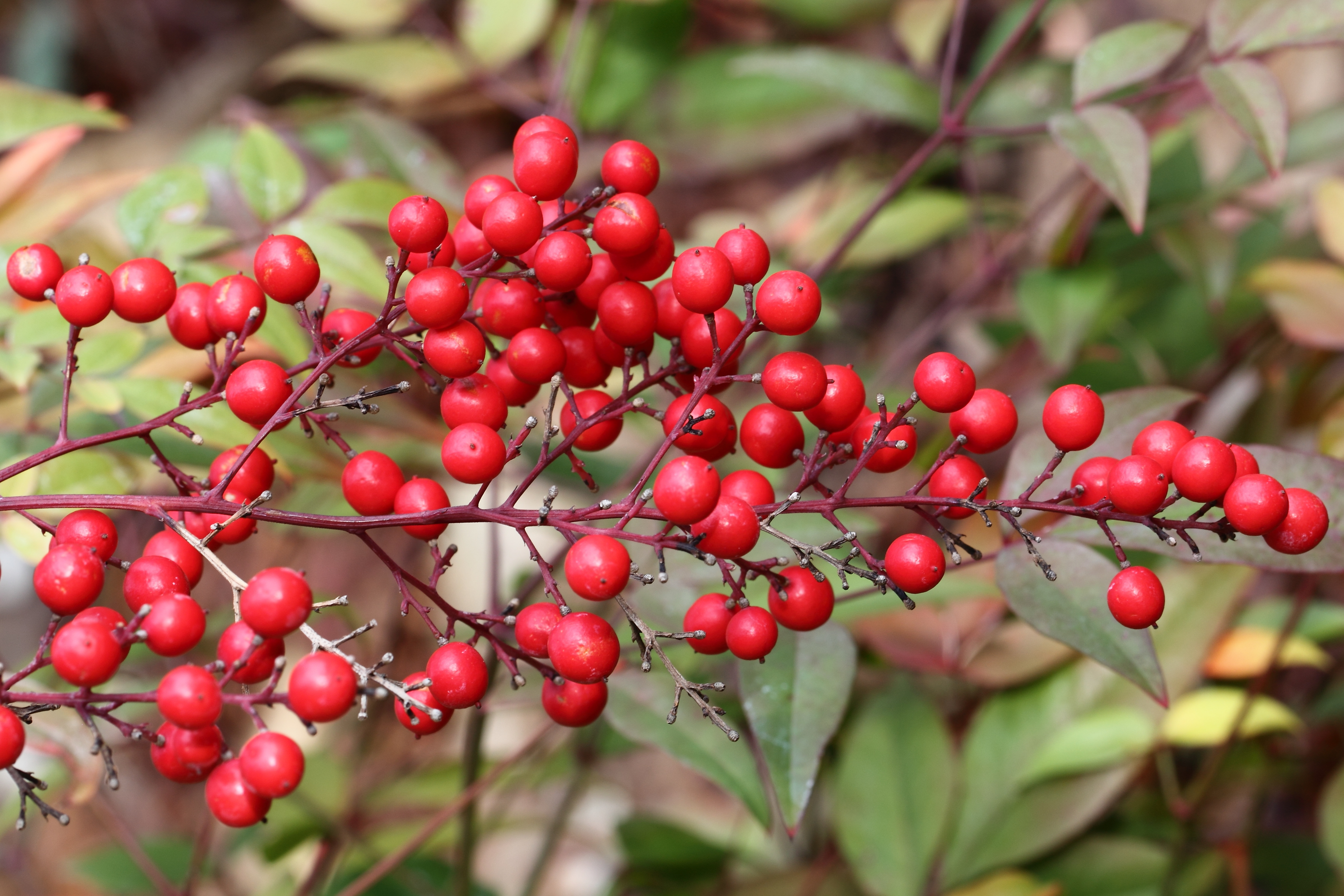
Owoce

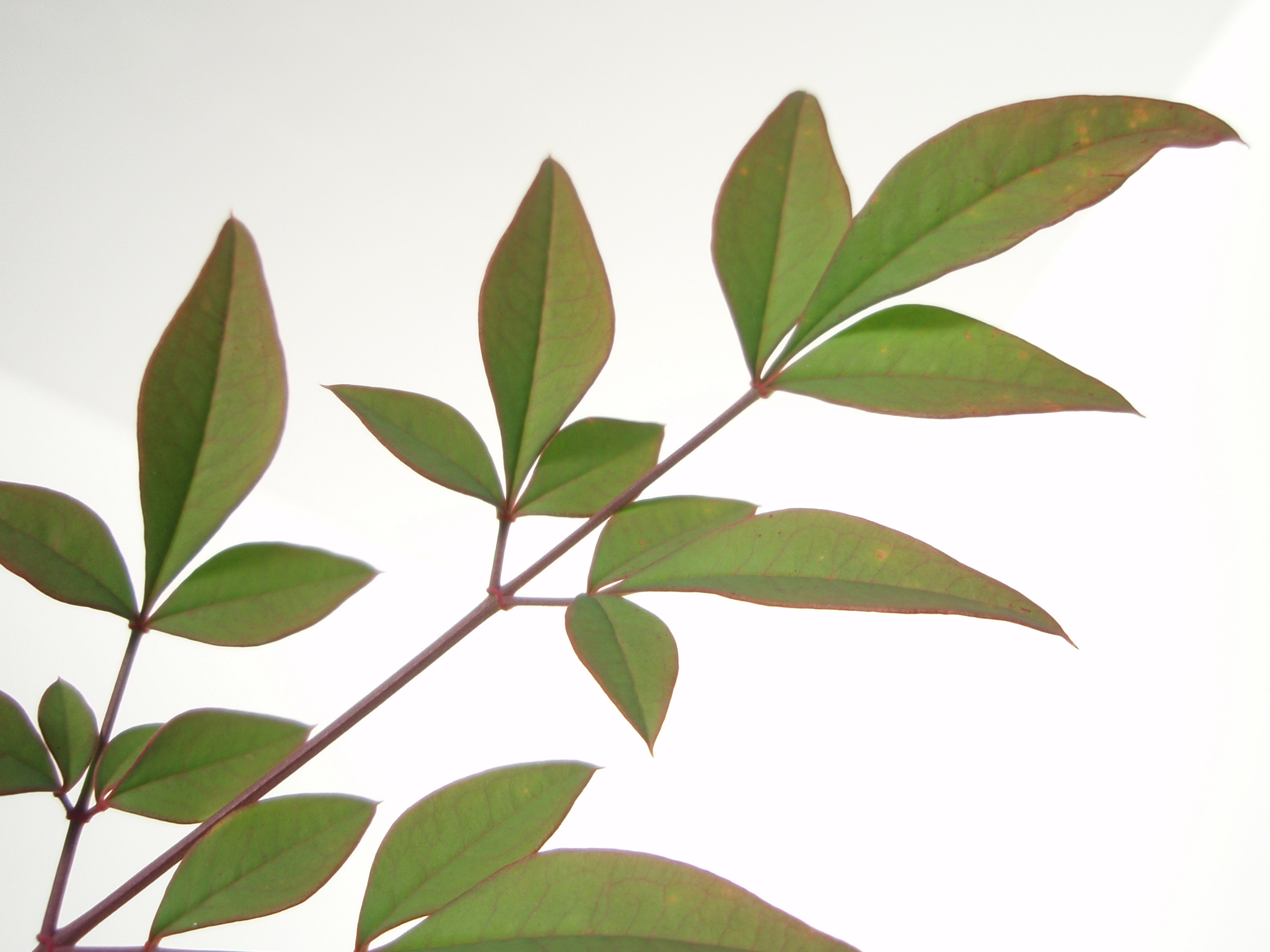
Liść

Nandina domowa (Nandina domestica) – gatunek krzewu z monotypowego rodzaju Nandina Thunberg, Nov. Gen. Pl. 14. 1781. Występuje w Azji wschodniej i południowej – w Chinach, Japonii i Indiach, poza tym szeroko rozprzestrzeniony jako roślina ozdobna. W różnych miejscach o ciepłym klimacie dziczeje i jest inwazyjna (np. w południowych Stanach Zjednoczonych). Rośnie w lasach, w dolinach rzek na terenach zalewowych, zdziczała w pobliżu dawnych osiedli ludzkich. Nandina jest trująca dla zwierząt domowych – zawiera glikozydy cyjanogenne i toksyczne alkaloidy.

## Morfologia
PokrójKrzewy bez kłączy o pędach nagich, licznych, prosto wzniesionych, słabo rozgałęzionych (przypominających pędy trzciny lub bambusów). Młode pędy są jasnoczerwono-brązowe, a starsze satynowozielone. Ze względu na pewne podobieństwo pędów do bambusów – roślina zwyczajowo nazywana jest po angielsku heavenly bamboo, co powoduje z kolei, że bywa określana też w języku polskim „niebiańskim bambusem”. Krzew osiąga 1,2 do 2,4 m (czasem do 3 m) wysokości i 0,6 do 1,2 szerokości, w przypadku odmian ozdobnych także formy karłowe. Podczas owocowania pędy zwykle przewisają.
KorzenieSilnie rozwinięty, gęsty system korzeniowy.
LiścieZimozielone w klimacie o cieplejszych zimach (strefy 8–10) – zrzuca liście przy temperaturach poniżej -12°C, wiosną następnego roku. Liście są skrętoległe, skupione w górnej 1/3 długości pędu. Dwu- i trzykrotnie złożone, o długości 30–50 cm, o ogólnym zarysie szerokojajowatym. Na ogonku u nasady zgrubiałym i obejmującym łodygę. Poszczególne listki (jest ich od 9 do 81) eliptyczne, jajowate lub lancetowate, całobrzegie, na szczycie zaostrzone, o długości od 4 do 11 cm i szerokości od 1,5 do 3 cm. Liście często czerwono nabiegłe, zwłaszcza młode lub u odmian. Liście przebarwiają się od połowy lata.
KwiatDrobne (długości od 5 do 7 mm), wonne, zebrane setkami w kwiatostany o długości od 10 do 20 cm na szczytach pędów. Kwiaty trzykrotne, obupłciowe. Działki kielicha liczne, ułożone spiralnie. Płatki korony kremowe i białe, dłuższe od działek kielicha. Pręciki w liczbie 6, z żółtymi pylnikami. Zalążnia owalna, słupek pojedynczy, krótki.
OwoceKuliste, czerwone, błyszczące jagody o średnicy 6–9 mm zawierające 1–3 nasiona, zwykle dwa.

## Biologia i ekologia
Nandina kwitnie w czerwcu (czasem od maja), owoce dojrzewają w sierpniu i wrześniu, utrzymują się do wiosny. Rozprzestrzenia się za pomocą odrostów korzeniowych, nasiona rozsiewają (także na dłuższe dystanse) zwierzęta żywiące się owocami (ptaki i ssaki). W Stanach Zjednoczonych, gdzie nandinia domowa rozprzestrzeniła się jako gatunek inwazyjny, owoce tej rośliny przyciągają na przykład drozdy, przedrzeźniacze oraz jemiołuszki cedrowe (Bombycilla cedrorum). W kwietniu 2009 roku w Georgii znaleziono dziesiątki martwych jemiołuszek cedrowych; przyczyną ich śmierci było zatrucie wskutek zjedzenia zbyt dużych ilości owoców nandinii domowej. Wywołała u padłych ptaków przekrwienie oraz krwawienia organów wewnętrznych, w tym tchawicy i płuc.
Nandina rośnie w lasach aluwialnych i dobrze znosi okresowe zalanie oraz znaczne ocienienie. W miejscach występowania może zdominować podszyt. W przypadku uszkodzeń mrozowych lub zgryzienia dobrze regeneruje się i odnawia z korzeni. Może utrzymywać się w podszycie przez wiele lat w postaci juwenilnej. Na obszarach, gdzie jest gatunkiem inwazyjnym, nandina tworząc zwarte zarośla powoduje ustępowanie i zanik rodzimej pokrywy roślinnej. Na stanowiskach cienistych pędy są wydłużone i słabo ulistnione, na stanowiskach słonecznych roślina jest gęsto ulistniona i silnie krzaczasta.

### Cechy fitochemiczne
Głównym alkaloidem występującym w owocach jest nantenina. Z kultur tkankowych wyizolowano 12 alkaloidów należących do protoberberyn oraz manoflorynę. Roślina wytwarza także glikozydy cyjanogenne. Potencjał wytwarzania HCN określono w pąkach na 205, a w owocach 0,28 μmol HCN/g świeżej masy.

## Systematyka i zmienność
Gatunek i rodzaj zaliczany bywał do monotypowej rodziny Nandinaceae (Takhtajan, Divers. Classific. Fl. Pl. 1997) lub podrodziny Nandinoideae (Loconte w Kubitzkim et al., Fam. Gen. Vasc. Pl. 2: 147-151. 1993).
Pozycja systematyczna według APweb (aktualizowany system APG III z 2009)
Rodzaj należy do podrodziny Nandinoideae, rodziny berberysowatych (Berberidaceae) zaliczanej do jaskrowców (Ranunculales). 
Odmiany uprawne
Znanych jest kilkadziesiąt odmian ozdobnych w tym karłowych, pstrolistnych i silnie, czerwono wybarwionych. Do najbardziej rozpowszechnionych w uprawie należą: 
- 'Alba' – owoce białe, osiąga 150 cm wysokości i ma zimą liście jasnożółtozielone.
- 'Fire Power' ('Firepower'[5]) – roślina o zwartym pokroju i wysokości do 70 cm, liście do lata żółtawozielone[5], potem czerwone, jesienią i zimą błyszczące.
- 'Harbour Dwarf' – roślina o zwartym pokroju, szerzej rozrasta się niż 'Fire Power', liście jesienią i zimą czerwone, szerokie. Kwitną tylko starsze okazy.
- 'Nana Purpurea' – krzewy niskie, zwarte, o listkach szerokich i cały czas purpurowoczerwonych[5].
- 'Purpurea' – roślina o zwartym pokroju, wysokości do 70 cm i szerokości ponad 90 cm, liście jesienią i zimą czerwonopurpurowe, prawdopodobnie nie zakwita.
- 'Pygmaea' – osiąga tylko 30 cm wysokości, liście zimą czerwone, błyszczące.
- 'Richmond' – krzew silnie rosnący – do 2 m wysokości (1,5 m[5]), liście czerwone jesienią i zimą, błyszczące, owoce czerwone.
- 'Wood’s Dwarf' – osiąga 70–90 cm wysokości, liście zimą intensywnie czerwone.

## Zastosowanie

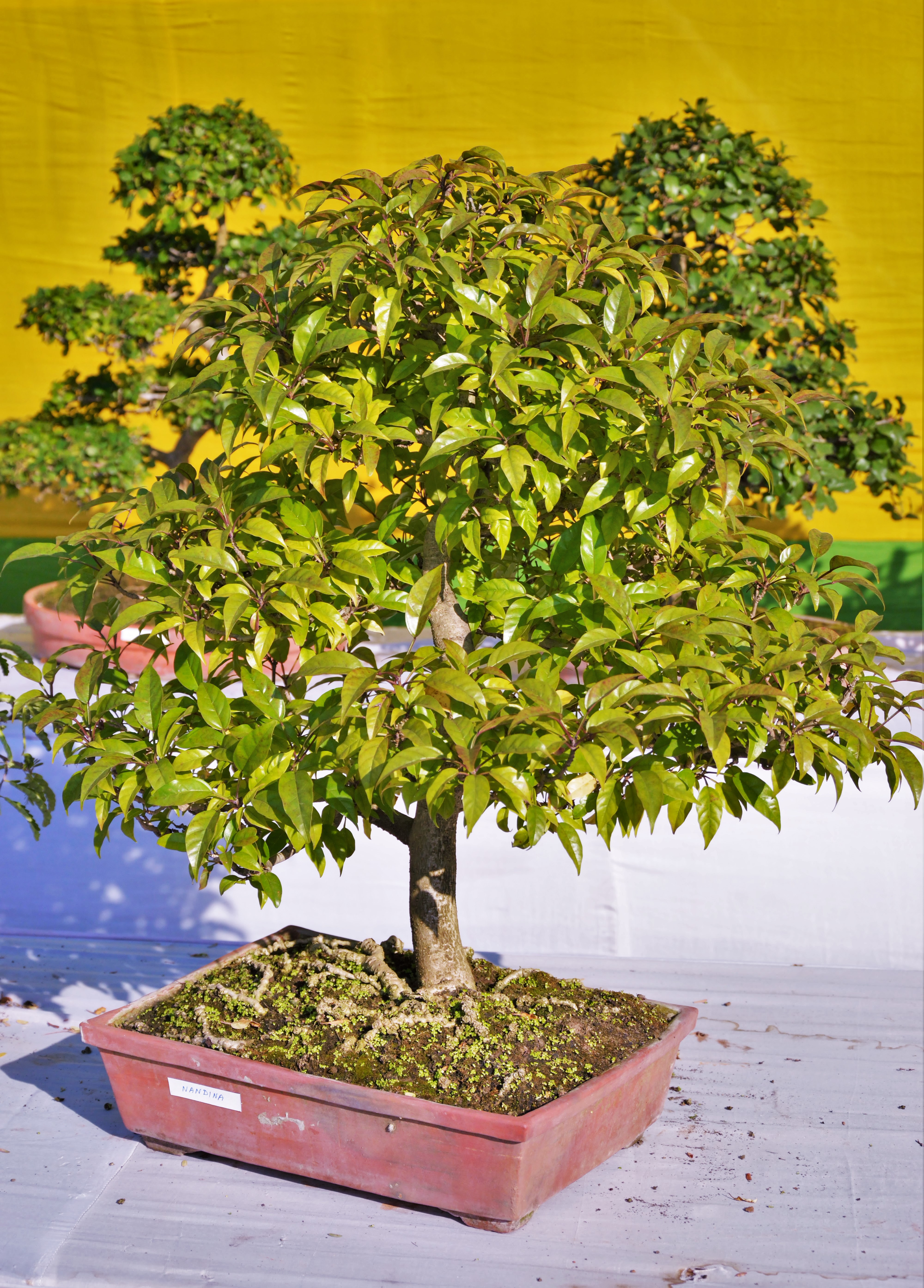
Nandina jako bonsai

W Chinach pędy nandiny stosowane są podczas rytuałów religijnych. W Japonii krzewy te mają przynosić szczęście i jako takie sadzone są często po lewej stronie przy wejściu na posesję. Noworoczna ozdoba z pędów nandiny, bambusów i sosny symbolizuje w Japonii długie życie. Gatunek odnotowany został jako uprawiany w Japonii w dokumencie z XIII w. W końcu XIX wieku znanych było w Japonii ok. 100 odmian uprawnych nandiny. Twarde, sprężyste i proste pręty nandiny służą do wyrobu pałeczek, zalecanych zwłaszcza dzieciom i młodzieży jako działające przeciw opryszczce. 
Gatunek rozprzestrzeniany został poza Azją wschodnią jako roślina ozdobna od początków XIX wieku. Uprawiany jest w ogrodach naturalistycznych o charakterze leśnym, nieformalnych oraz w żywopłotach. W Stanach Zjednoczonych, zwłaszcza na południowym wschodzie, nandina sadzona jest wzdłuż dróg na odcinkach dojazdowych do miast. Walorem ozdobnym krzewu są barwne i zimozielone liście, efektowne kwitnienie i owocowanie, przy czym rośliny dobrze owocują, gdy rosną w większej liczbie (zalecane są do nasadzania w dużych grupach). Krzew spopularyzowany został z powodu łatwości uprawy i rozmnażania oraz przydatności do ozdabiania cienistych miejsca w ogrodach i parkach. W krajach o chłodniejszym klimacie gatunek ten stosowany jest w ogrodach zimowych, do dekoracji tarasów i balkonów.
Ścięte pędy z owocami stosowane są jako dekoracja w okresie bożonarodzeniowym. Jaskrawe owoce utrzymują się na pędach przez długie miesiące po ścięciu. Stosowane były także do ozdabiania grobów na cmentarzach w południowych stanach USA.
Roślina była także uprawiana jako lecznicza. Od wielu lat w Japonii wykorzystywana jest jako środek na kaszel i trudności w oddychaniu. Badania potwierdzają rozkurczające działanie ekstraktu na mięśnie gładkie dróg oddechowych. Aromatyczne pędy stosowane były jako szczoteczki do zębów. W Chinach nandina stosowana była jako naturalny środek ochrony roślin przed mszycami.

## Uprawa i zwalczanie
W obszarach, gdzie gatunek jest inwazyjny zaleca się stosowanie do upraw odmian nie zawiązujących owoców, a najlepiej stosowanie w nasadzeniach gatunków rodzimych.
Nandina uprawiana jest w strefach mrozoodporności 6–9. Najlepiej rośnie w pełnym słońcu i w półcieniu, ale jest tolerancyjna i utrzymuje się także w cieniu (wówczas liście słabo się przebarwiają). Krzew tolerancyjny jest też na różne typy gleb, choć preferuje gleby próchniczne, żyzne. Roślina najlepiej rośnie umiarkowanie podlewana, przy wilgotności wynoszącej 70–80%. W warunkach klimatycznych Europy Środkowej zalecana jest do uprawy w pojemnikach przechowywanych zimą w jasnych i chłodnych pomieszczeniach (od 1 do 10 °C). Rozmnaża się z nasion i sadzonek pędowych od wiosny do połowy jesieni. Bardzo dobrze znosi przesadzanie i przycinanie pędów. Przycinanie wskazane jest w celu poprawy wyglądu krzewu, zwłaszcza po przeniesieniu z miejsca zacienionego na bardziej słoneczne.
Na obszarach, gdzie gatunek jest inwazyjny zwalczany jest mechanicznie i chemicznie. Podczas usuwania mechanicznego konieczne jest drobiazgowe wydobycie pędów wraz z korzeniami i ponawianie zabiegów przez kilka lat. Skuteczne jest też stosowanie herbicydów na bazie glifosatu. Nie są znane biologiczne metody zwalczania tego gatunku.